# Tony Hawk’s Pro Skater 2
Tony Hawk’s Pro Skater 2 – komputerowa gra zręcznościowa wyprodukowana przez Neversoft i Treyarch oraz wydana w 2000 przez Activision. Jest to druga gra z serii Tony Hawk’s Pro Skater. Początkowo została wydana na PlayStation, z której potem przekonwertowano ją na platformy Nintendo 64, Dreamcast, Mac OS i komputery osobiste.
Podczas gry gracz wciela się w profesjonalnego skatera i wykonuje dane przez twórców misje, za które nagrodą są pieniądze. Za zdobyte pieniądze można zwiększać współczynniki umiejętności oraz kupować lepsze deskorolki.

## Pro Skater 2x
Tony Hawk’s Pro Skater 2x została wydana na konsolę Xbox. Gra ta łączyła dwie pierwsze części serii – Tony Hawk’s Pro Skater i Tony Hawk’s Pro Skater 2. Dodatkowo zawierała nowe misje i poziomy oraz poprawioną oprawę graficzną.

## Soundtrack
1. Papa Roach – „Blood Brothers"
2. Anthrax i Public Enemy – „Bring The Noise"
3. Rage Against the Machine – „Guerilla Radio"
4. Naughty by Nature – „Pin the Tail on the Donkey"
5. Bad Religion – „You"
6. Powerman 5000 – „When Worlds Collide"
7. Millencolin – „No Cigar"
8. High and Mighty – „B-Boy Document"
9. Dub Pistols – „Cyclone"
10. Lagwagon – „May 16th"
11. Styles of Beyond – „Subculture"
12. Consumed – „Heavy Metal Winner"
13. Fu Manchu – „Evil Eye"
14. Alley Life – „Out With the Old"
15. Swingin’ Utters – „Five Lessons Learned"